# Milica Pap
Milica Pap, née à Sarajevo le 14 décembre 1973, est une pianiste bosnienne, serbe et croate.

## Biographie
Milica Pap est issue d'un milieu musical.
Son père Ljudevit Pap, ou Layos Papp, était violoniste réputé et professeur à l'Université de Belgrade. Il était un des membres fondateurs de l'association des artistes musiciens de Serbie. Il était premier violon dans l'orchestre symphonique de Belgrade, l'orchestre Sarajevo Radio et l'orchestre de l'Opéra de Sarajevo et forme le premier quartet à cordes de Sarajevo. Il meurt quand Milica Pap a l'âge de 14 ans.
Sa mère, pianiste serbo-monténégrine, Angelina Bojović enseigne toujours au collège de musique de Sarajevo et a enseigné à de nombreux pianistes de talent : M. Karačić (États-Unis), B. Hrovat (Canada), M. Olenjuk (Allemagne), S. Kulenović (Slovénie)...
Le reste de la famille de Milica comprend également des musiciens prestigieux, comme son oncle violoniste et chef d’orchestre D. Milowich (Luxembourg) ou encore son cousin percussionniste A. Radulović (Serbie).
Milica joue tous compositeurs dès l'âge de 10 ans et donne un premier concert solo à 14 ans. En 1991, elle étudie grâce à une bourse de Bosnie-Herzégovine à la faculté de musique de Belgrade, où elle est classée à 17 ans major au concours d'entrée. Elle reçoit de nombreuses distinctions, notamment le prix « Olga Mihajlović » de meilleure pianiste universitaire et le prix « Radmila Djordjević » de meilleure pianiste-accompagnatrice pour chant. Elle gagne plusieurs compétitions de solistes, dont le prix « Petar Konjović ».
Milica étudie avec des maîtres prestigieux – artistes et pédagogues : A.Valdma, N. LJ. Starkman, S. Bogino, V. Ogarkov, S. Dorensky, L. Istvan, I. Khudolei, Y. Kot, I. Alekseyhuk, R. Kehrer, D. Anderson, P. Scheyder, L. Pogorelich, D. Protopopescu…
Elle enseigne à l'âge de 21 ans à l'université de Belgrade. En 1997, elle devient professeur de piano, de musique de chambre et d'accompagnement au collège de musique de Sarajevo. Elle est nommée rapidement maître de conférence à l'université de Sarajevo en 2000.
La musique des compositeurs russes occupe une place significative dans son répertoire (M. Mussorgsky, S. Rachmaninov, A. Scriabine, S. Prokofiev).
Nommée au concours de l’Association européenne des professeurs de piano (European Piano Teachers Association – EPTA), elle joue le concerto pour piano no 2 de S. Rachmaninov avec l’orchestre de Belgrade.
En 2003, le Luxembourg lui offre une bourse d'un an et elle est récompensée par la distinction « Victor Fenigstein » pour son talent exceptionnel. Elle reçoit le Diplôme Supérieur de Piano du conservatoire du Luxembourg, avec le professeur S. Bausch et le premier prix d’harmonie, de contrepoint, de fugue et de composition, avec le professeur A. Mullenbach.
Milica Pap joue dans de nombreux états européens : Croatie, Serbie (« Nomus » – « Lemek »), Monténégro, Slovénie, Macédoine (« L’été à Ohrid »), Hongrie, Luxembourg (« Bourlingster festival »), Bosnie-Herzégovine (« Festival d’Hiver de Sarajevo)...
L’opéra de Sarajevo sollicite ses services comme chef de chant lors des premières des opéras suivants : la Chauve-souris de J. Strauss, la Bohème de G. Puccini, Rigoletto de G. Verdi, Ero s onoga svijeta de J. Gotovac, Hasanaginica d’A. Horozić.
Milica Pap assure la direction du département de piano en 2005/2006 du collège de musique et l’Université de Sarajevo lui décerne le titre officiel de professeur (docent) à l’Académie de musique en 2006. Persuadée que l'intégration européenne favorise une meilleure compréhension des autres, elle est chargée du processus de Bologne depuis 2007.
Comme beaucoup en ex-Yougoslavie, elle a été extrêmement marquée par la guerre, période où elle ne pouvait pas voyager et être connue à l'international et pendant laquelle elle a été séparée de sa mère 4 ans. Elle est particulièrement sensible aux problèmes de discriminations, étant issue d'une famille aux multiples origines. Elle a commencé un projet pour l’Unesco intitulé « Musique sans frontières: un pont entre Sarajevo, Mostar, Banja Luka et Brčko » en 1998 qu’elle n'a pas pu achever  à cause de la situation politique et des tensions entre les communautés, mais s'est promise de le finir un jour.
Elle est arrivée le 1er septembre 2008 en France, où elle partage sa vie entre Nantes et Paris. À Nantes, elle a donné des cours de piano et a accompagné musiciens et chanteurs professionnels. À Paris, elle a étudié la possibilité de mettre en place à Sarajevo des départements de musique de chambre et d'accompagnement sur la base du modèle français du conservatoire à rayonnement régional de Paris, où elle avait été invitée.
En 2009, elle produit un premier album, dont Radio Classique sélectionne un morceau dans sa programmation. À ce jour, ce morceau est le plus apprécié des auditeurs de Radio-classique sur l'internet, qui ont voté comme œuvre préférée.
En 2010, elle quitte la France pour la Russie à Ekaterinbourg, avant de revenir en Serbie en 2012.
Sa maitrise du piano en font un des talents cachés les plus prometteurs de ces prochaines années. Connue dans toute la région des Balkans, comme pianiste bosnien, croate et serbe, elle a commencé à donner des concerts à Ekaterinbourg (Russie) dans le prestigieux hôtel Hyatt. Elle doit donner d'autres concerts, dont un à Nijni Taguil et un autre avec le jeune orchestre philharmonique de l'Oural. Elle planifie un concert à Belgrade en 2012 avec Henri Demarquette, qu'elle a rencontré lors de sa venue avec Frank Braley à Ekaterinbourg. Elle a joué récemment près de Lille avec Fernand Iaciu, premier violon de l'orchestre national de Lille, qui était venu avec Jean-Claude Casadesus dans le cadre des années croisées France-Russie. Elle devrait également jouer en 2012 à Paris un concert de musique de chambre ou soliste.

## Distinctions
Compétitions :
- Prix "Radmila Đorđević" du meilleur pianiste d'accompagnement de l'université des beaux-arts de Belgrade (année universitaire 1991-1992)
- Prix "Olga Mihajlović" du meilleur pianiste de l'université des beaux-arts de Belgrade (année universitaire 1996-1997)
- Prix "Petar Konjović"
- Lauréate de la compétition de l'Association européenne des pianistes pédagogues de piano (1998)
- Prix du meilleur pédagogue de l'Association des pianistes pédagogues de Bosnie-Herzégovine (2001)
- Prix "Victor Fenigstein" (année universitaire 2003-2004)

## Répertoire
Le répertoire de Milica Pap est extrêmement riche et est axé sur les compositeurs russes, notamment A. Scriabine, qu'elle affectionne tout particulièrement. Emmanuel Tugny dit de Milica Pap, à propos de son jeu, que « Milica Pap appartient à la catégorie des pianistes danseurs. Son art est celui de la ponctuation légère, du va-et-vient d'intensité, de la séduction du Minotaure instrumental ».
Le compositeur et chef d'orchestre Julio Marić lui a demandé d'éditer ses préludes, op. 31, 32, 33, 34 et 35.

## Discographie
- 2009 : Georg Philipp Telemann, Domenico Scarlatti, Johann Sebastian Bach, Wolfgang Amadeus Mozart, Alexandre Scriabine, Claude Debussy, Récital du Printemps (ZENE)